# Centrala hidroelectrică Râul Alb
Centrala Hidroelectrică (CHE) Râul Alb este o hidrocentrală din România, aflată în localitatea Feneș, comuna Armeniș, județul Caraș-Severin.
Este prima hidrocentrală complet automatizată din România, cu o putere de 40 MW, și a fost realizată în urma unei investiții de peste 18 milioane euro.
Hidrocentrala Râul Alb folosește volumul de apă acumulat în lacul Poiana Rusca și face parte din Amenajarea Hidroenergetică Bistra-Poiana Mărului-Ruieni-Poiana Rusca.
Proiectul a fost aprobat prima oară prin decretul nr. 294 din anul 1981.
Construcția propriu-zisă a centralei a început însă în anul 2005.
Hidrocentrala are două grupuri de câte 20MW.
După finalizarea unei noi aducțiuni secundare, într-un an hidrologic mediu, producția de energie va ajunge la 92,6 GWh/an.
În septembrie 2009, centrala producea în medie 71,4 Gwh/an.
Pentru proiectul acestei centrale a fost finalizat barajul Poiana Rusca, care are o înălțime de 75 metri.
Este realizată într-un puț cu diametrul de circa 20 de metri, are o adâncime de 46 de  metri și este echipată cu două hidroagregate.
Apa ajunge în centrală din lacul Poiana Ruscă printr-o galerie subterană de peste 4 kilometri, cu un diametru de 3 metri și printr-o conductă forțată lungă de circa 350 de metri, cu un diametru de 2,5 metri.